# Saint Albans stift
Saint Albans stift (engelska: Diocese of Saint Albans) är ett stift inom Engelska kyrkan. Stiftet ligger strax norr om London, och omfattar Bedfordshire, Hertfordshire, Luton samt delar av londonförorten Barnet. Biskopssäte är St Albans, och domkyrka är ortens gamla klosterkyrka från 1077, Katedralen i St Albans. Stiftets historia går tillbaka till romersk tid, och tar namn efter Sankt Alban, men formellt inrättades det först 1877.

## Historik

### Romersk tid
Kristen tro i Hertfordshire och Bedfordshire går tillbaka till romersk tid. Stiftet tar sitt namn efter helige Alban, som enligt legenden gömde en kristen präst undan förföljelse och sedan dödades när han själv vägrade att ta avstånd från sin kristna tro. Berättelsen placeras till antingen 200- eller 300-talet e.Kr. Den förekommer i Beda venerabilis Historia ecclesiastica gentis Anglorum, vilken författades först på 700-talet och källan är därför osäker. Händelsen nämns dock även av Gildas Badonicus. Victoria County History anger att namnet Saint Albans har använts för orten sedan 300-talet, och att en tidig kyrka helgad till Sankt Alban förstördes under den anglosaxiska tiden.

### Anglosaxiska perioden
Det här avsnittet är helt eller delvis baserat på material från  engelskspråkiga Wikipedia, Bishop of Lincoln, tidigare version.
Romarrikets ockupation av England upphörde cirka år 410, och landet kom i stället under anglosaxiskt inflytande. Med det följde en återgång till hedendom. Men år 604 lät ärkebiskop Augustinus av Canterbury biskopsviga Mellitus som biskop av Mercia; hela det område som i modern tid utgör Saint Albans stift ingick i det dåvarande Mercia stift. Biskopssätet fanns i London, och efter en inledande period blev Londons stift det begrepp som användes.
Helgonkulten kring Sankt Alban tog fart i slutet av 700-talet. I samband med att kung Offa av Mercia grundlade ett benediktinerkloster i Saint Alban år 793 hittade kungen även Sankt Albans reliker. Klostrets tidiga historia är oklar, troligen förstördes det under sent 800-tal av danska vikingar, och relikerna flyttades under en tid till Odense i Danmark.
Då Londons stift var omfattande kom det att delas och 679 ställdes församlingarna i Bedfordshire under biskopen av Leicester. Leicester stift hotades dock av vikingarna, och ungefär samtidigt som Danelagen etablerades i slutet av 800-talet flyttades biskopssätet längre inåt landet, till Dorchester i Oxfordshire.
Under den saxiske perioden utmärkte sig abbot Ulsinus i Saint Albans benediktinerkloster genom att grunda tre nya kyrkor på orten, samt en betydande marknad och ny skola som båda har fortlevt in på 2020-talet. Ulsinus var verksam någon gång under perioden 880–950.

### Den normandiska eran
Det här avsnittet är helt eller delvis baserat på material från  engelskspråkiga Wikipedia, Bishop of Lincoln, tidigare version.
Efter den Normandiska erövringen av England 1066, började anglosaxiska biskopar och abbotar ersättas av normander. Under Vilhelm Erövrarens regering flyttades biskopssätet för Dorchester stift år 1072, och trots att kyrkan i Bedforeshire sedan 679 formellt tillhört samma stift användes nu ett tredje namn, Lincolns stift. Här skulle dock församlingarna i Bedforshire stanna i 750 år.
I Hertfordshire, som fortfarande hörde under biskopen av London, inledde den förste normandiske abboten av Saint Albans, Paul av Caen, en större ombyggnation av hela klosterområdet år 1077. Han började även uppföra den väldiga klosterkyrka som idag utgör stiftets domkyrka, The Abbey.
Runt år 1100 föddes Nicholas Breakspear i Hertfordshire, som son till en av kyrkans arrendatorer. Breakspear eller hans far kan möjligen knytas till klostret eller skolan i Saint Albans, men källorna är oklara. Känt är att han växte upp i området, och att han så småningom blev först abbot och sedan påvlig legat. Under 1152–1153 hade han uppdraget att organisera kyrkans stift i Skandinavien, och inrättade då Nidaros stift som självständigt ärkestift för Norge. Han valdes 1154 till påve under namnet Hadrianus IV.

### Reformationen
Under den engelska reformationen genomgick klostren och kyrkorna i stiftet stora förändringar. År 1521 förlänades kardinal Thomas Wolsey intäkterna av Saint Albans kloster som sinekur. Han besökte dock aldrig klostret själv. Först 1530 utsågs en ny ordinarie abbot, men redan 1538 ersattes han av en kunglig utnämning med uttryckligt uppdrag att se till att klostrets egendomar överfördes till Henrik VIII under klosterupplösningen. Klosterområdet kom så småningom att rivas och plundras på sten, med undantag för klosterkyrkan som 1553 köptes av borgarna i Saint Albans som ny församlingskyrka. Det tidigare Mariakapellet kunde då även skärmas av, och användes därefter som stiftsskola.

### Tidigmodern till modern tid
Till följd av 1800- och 1900-talets befolkningsökning och urbanisering genomgick Engelska kyrkans stift flera omfattande omorganisationer. Församlingarna i Bedfordshire överfördes till Ely stift 1837, medan kyrkorna Hertfordshire och Essex, som tillhört Londons stift sedan 600-talet, tillfälligt överfördes till Rochester stift 1845. Den 4 maj 1877 bildas nämligen Saint Albans stift, bestående av cirka 600 församlingar i Hertfordshire och Essex som nu bröts loss från Rochester. Bedfordshire övergick till det nya stiftet 1914.
Stiftet fick sin nuvarande geografiska omfattning 1914, när Bedfordshire övergick till Saint Albans från Ely stift. Samtidigt överfördes församlingarna i Essex till ett nytt Chelmsfords stift. Biskopslängden för Saint Albans kan därför spåras genom Mercia, Londons, Rochester, Leicester, Dorchester, Lincolns och Elys stift.
Den förste biskopen av Saint Albans blev Thomas Legh Claughton, som tjänstgjorde 1877–1890. Claughton var biskop i Rochester, och bodde redan i det nya stiftet när det bildades. Den gamla klosterkyrkan i Saint Albans upphöjdes nu till katedral. Som suffraganbiskop inrättades biskopen av Bedford 1879, och sedan igen 1935. Suffraganbiskopen av Hertford inrättades 1968.
Från 1970 till 1980 leddes stiftet av biskop Robert Runcie, en färgstark akademiker och infanteriofficer som ledde stiftet under en period med stark befolkningsökning och tillväxt i regionen. Runcie satte också ett avtryck genom sitt arbete inom BBC och fristående radio- och tv-bolag gällande sändningar med religiöst innehåll. Han avgick från posten 1980, när han valts till ny ärkebiskop av Canterbury. Han är begravd vid katedralen i Saint Albans.

## Organisation

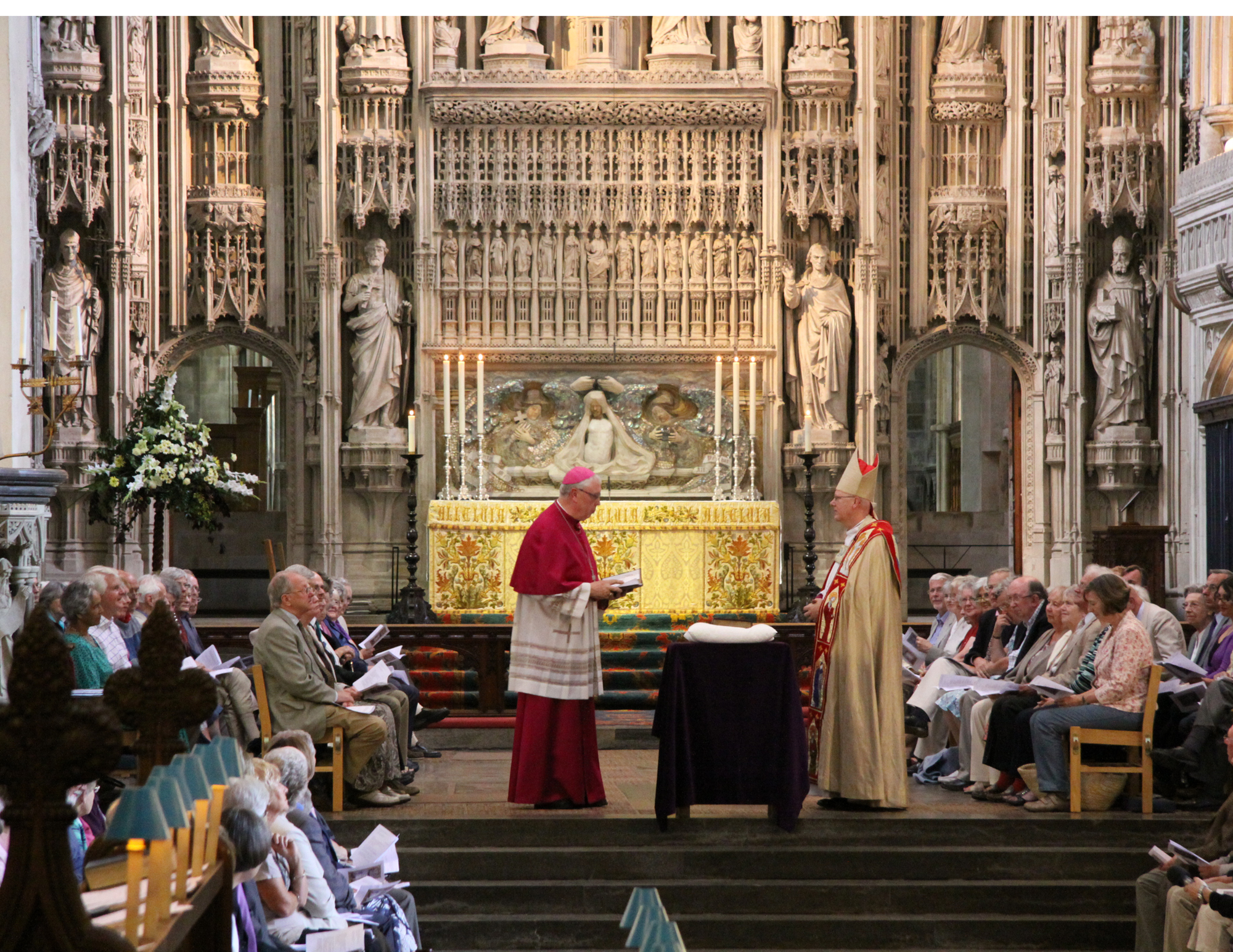
Den romersk-katolske biskopen av Hildesheim (till vänster) överräcker en reproduktion av en 1200-talspsalterium till biskop Alan av Saint Albans under ett besök i katedralen i Saint Albans.

### Biskopen av Saint Albans
Biskopen av Saint Albans är stiftsbiskop. Han eller hon leder stiftet och utövar den pastorala tillsynen över församlingar och präster. Biskopssäte är katedralen i Saint Albans.
Biskopen leder biskopskollegiet, som utöver honom själv består av två suffraganbiskopar, som delar ansvaret för biskopens tillsyn i stiftet. Han eller hon leder också biskopens råd och stiftssynoden.
Biskop Alan Smith var den tionde biskopen av Saint Albans i ordningen och installerades den 19 september 2009.. I november 2013 blev Smith en av de 26 Lords Spiritual som representerar Engelska kyrkan i det brittiska parlamentets överhus, House of Lords. Han gick i pension i maj 2025. Suffraganbiskopen av Bedford, Richard Atkinson, är tillförordnad biskop till dess att ny biskop utses i början av 2026.

### Suffraganbiskopar
Sedan 1534 har Engelska kyrkan utsett suffraganbiskopar som stöd till stiftsbiskopen. En suffraganbiskop utövar sitt ämbete på stiftsbiskopens delegation, och uppgifterna kan skilja sig kraftigt åt mellan stiften.
I Saint Albans stift finns två suffraganbiskopar, biskopen av Bedford som inrättades för första gången 1879 och senast 1935, samt biskopen av Hertford som inrättades 1968. Enligt biskopens av Saint Albans beslut utövar suffraganerna självständigt tillsyn av församlingar och präster samt förvaltar vissa av de kyrkliga handlingar som endast en biskop får utöva. Suffraganerna kan kalla präster till tjänst om de sedan tidigare har anställning i stiftet, medan det i huvudsak är stiftsbiskopen som kallar präster som inte tidigare varit verksamma i stiftet.
I Saint Albans stift kan suffraganbiskoparna verka över hela stiftet, men har till vardags huvudansvar för ett respektive två av ärkediakonaten: biskopen av Bedford för församlingarna i Bedfords ärkediakonat och biskopen av Hertford för församlingarna i Hertfords och Saint Albans ärkediakonat. Biskopen av Hertford har också ett särskilt ansvar för stiftets lekmannapredikanter, readers.

### Biskopar för alternativ episkopal tillsyn
Sedan 1992 respektive 2014 tillåter Engelska kyrkan prästvigning och biskopsvigning av kvinnor. Parallellt har kyrkan även erbjudit lösningar för församlingar som av teologiska skäl inte vill betjänas av en kvinnlig präst eller stå under en kvinnlig biskop. Systemet kallas alternativ episkopal tillsyn (engelska Alternative Espicopal Oversight, AEO), och är utformat så att församlingens kyrkoråd kan begära att ställas under en biskop som delar församlingens ämbetssyn.
De biskopar som ansvarar för den alternativa tillsynen kallas Provincial Episcopal Visitors (PEV) och är verksamma i flera stift. Anglo-katolska församlingar i Saint Albans stift som begärt alternativ episkopal tillsyn betjänas av biskopen av Richborough.

### Stiftssynod
I Engelska kyrkan är det biskopen som styr stiftet, med råd och samtycke av representanter för stiftets präster och lekmän, samlade i stiftssynoden (eng. Diocesan Synod). Synoden diskuterar de ärenden som rör stiftet eller som biskopen eller Generalsynoden lägger fram för beslut. Det är också stiftssynoden som beslutar om budget och godkänner redovisningen av stiftets ekonomiska förvaltning. Däremot kan stiftssynoden inte formulera kyrkans tro eller lära, det ansvaret vilar på Generalsynoden.
Merparten av ledamöterna i stiftssynoden väljs av dekanaten, medan några ledamöter deltar ex officio eller väljs in av stiftssynoden själv eller av biskopen. Synoden är indelad i biskoparnas, prästernas och lekmännens hus. I huvudsak samlas alla ledamöter gemensamt och beslut fattas med enkel majoritet. Vissa frågor kräver dock majoritet i vart och ett av husen, och när frågor berör präster och lekmän på olika sätt kan husen också hålla separata samlingar och omröstningar. Biskopen har möjlighet att utöva veto i de flesta av synodens beslut.

### Biskopens råd
Biskopens råd är ett rådgivande organ för stiftsbiskopen och en permanent kommitté för stiftssynoden. Rådet bereder ärenden och planerar stiftssynodens möten, verkställer synodens beslut, och fattar beslut i dess ställe när synoden inte sammanträder. Biskopen diskuterar frågor om stiftets ledning med rådet. Rådet kan också utse ledamöter och representanter i andra kommittéer och grupper, och formulerar policy för stiftets inre liv och verksamhet. Den missions- och pastoralkommitté som varje stift måste ha enligt kyrkoordningen har i Saint Albans stift organiserats som en underkommitté till biskopens råd.
Den juridiska personen Saint Albans stift utgörs av Saint Albans Diocesan Board of Finance, som förvaltar stiftets ekonomi på uppdrag av stiftssynoden. Styrelsen äger och förvaltar stiftets fastigheter och övriga tillgångar, och har ett särskilt ansvar för försäkringar, pensionsavsättningar och stiftets anställda.

### Stiftsindelning
Saint Albans stift är indelat i tre ärkediakonat, som vart och ett leds av en ärkediakon. Uppdraget innebär att under biskopens ledning ansvara för att visitera församlingar, övervaka det demokratiska arbetet i kyrkoråd och stiftssynod, stödja och ha tillsyn över präster och diakoner samt fullfölja biskopens ansvar vad gäller kyrkobyggnader och övriga fastigheter.
Ärkediakonaten är i sin tur indelade i tjugo dekanat. Dekanaten leds av en präst som kallas Area Dean eller Rural Dean (dekan), och en synod bestående av dekanatets präster samt valda lekmän från alla församlingar i området.
| Stift Diocese      | Ärkediakonat Archdeaconries  | Dekanat Area eller Rural Deaneries |
| ------------------ | ---------------------------- | ---------------------------------- |
| Saint Albans stift | Archdeaconry of Bedford      | Deanery of Ampthill & Shefford     |
| Saint Albans stift | Archdeaconry of Bedford      | Deanery of Bedford                 |
| Saint Albans stift | Archdeaconry of Bedford      | Deanery of Biggleswade             |
| Saint Albans stift | Archdeaconry of Bedford      | Deanery of Dunstable               |
| Saint Albans stift | Archdeaconry of Bedford      | Deanery of Luton                   |
| Saint Albans stift | Archdeaconry of Bedford      | Deanery of Sharnbrook              |
| Saint Albans stift | Archdeaconry of Hertford     | Deanery of Barnet                  |
| Saint Albans stift | Archdeaconry of Hertford     | Deanery of Bishop's Stortford      |
| Saint Albans stift | Archdeaconry of Hertford     | Deanery of Buntingford             |
| Saint Albans stift | Archdeaconry of Hertford     | Deanery of Cheshunt                |
| Saint Albans stift | Archdeaconry of Hertford     | Deanery of Hertford & Ware         |
| Saint Albans stift | Archdeaconry of Hertford     | Deanery of Stevenage               |
| Saint Albans stift | Archdeaconry of Hertford     | Deanery of Welwyn Hatfield         |
| Saint Albans stift | Archdeaconry of Saint Albans | Deanery of Berkhamsted             |
| Saint Albans stift | Archdeaconry of Saint Albans | Deanery of Hemel Hempstead         |
| Saint Albans stift | Archdeaconry of Saint Albans | Deanery of Hitchin                 |
| Saint Albans stift | Archdeaconry of Saint Albans | Deanery of Rickmansworth           |
| Saint Albans stift | Archdeaconry of Saint Albans | Deanery of Saint Albans            |
| Saint Albans stift | Archdeaconry of Saint Albans | Deanery of Watford                 |
| Saint Albans stift | Archdeaconry of Saint Albans | Deanaery of Wheathampstead         |

## Internationella samarbeten
Stiftet har fyra internationella vänstift inom den anglikanska kyrkogemenskapen, nämligen Diocese of the Windward Islands i Små Antillerna, Diocese of the North Eastern Caribbean and Aruba och Diocese of Belize i Karibien samt Diocese of Guyana på fastlandet i Sydamerika. Samtliga fyra vänstift tillhör Västindiska kyrkoprovinsen.
Därutöver har stiften även ett ekumeniskt utbyte med Linköpings stift av Svenska kyrkan. Vänstiftsavtalet ingicks 2007 och har förnyats för fem år i taget 2012, 2017 och 2023. Linköpings stift framhåller att vänstiftsavtalet är ett resultat av Borgåöverenskommelsen 1996, där anglikanska och evangelisk-lutherska kyrkor kom överens om nya samarbetsformer.
Ytterligare ekumeniska avtal har slutits med de katolska stiften i italienska Fano, Urbino och Pesaro samt Paderborns krets av den lutherska reformerta Westfalens evangeliska kyrka, Tyskland.

## Skolor
Enligt kyrkoordningen ska varje stift ha en särskild skolöverstyrelse, vars huvudsakliga uppgift är att stötta all undervisning i stiftet som utgår från Engelska kyrkans tro och praktik. Skolöverstyrelsen ska också främja religionsundervisning och gudstjänstliv i skolorna i stiftet, stötta skolor som drivs av kyrkan samt främja samarbete mellan kyrkan och människor verksamma inom utbildningssektorn.
Skolöverstyrelsen samverkar med 138 anglikanska skolor i stiftet. Den absoluta merparten av skolorna vänder sig till barn i åldrarna 4–11 år, men fem skolor avser utbildning för äldre barn.
Skolöverstyrelsen är huvudman i skolorna, oavsett om de är organiserade som egna stiftelser, academies eller friskolor, och kan utöva tillsyn över skolornas styrelser. En viktig del i skolöverstyrelsens arbete är därför att rekrytera, utse och utbilda styrelseledamöter i de lokala skolorna samt rektorer och andra skolledare.

## Kyrkor och byggnader

### Katedralen i Saint Albans
Katedralen i Saint Albans har sin grund i det benediktinerkloster som grundades på orten i slutet av 700-talet, och det formella namnet är fortsatt Saint Albans katedral- och klosterkyrka, "The Abbey" kallad. Till skillnad från de flesta andra domkyrkor inom Engelska kyrkan är The Abbey även församlingskyrka, med domkyrkodekanen (The Dean) som kyrkoherde.

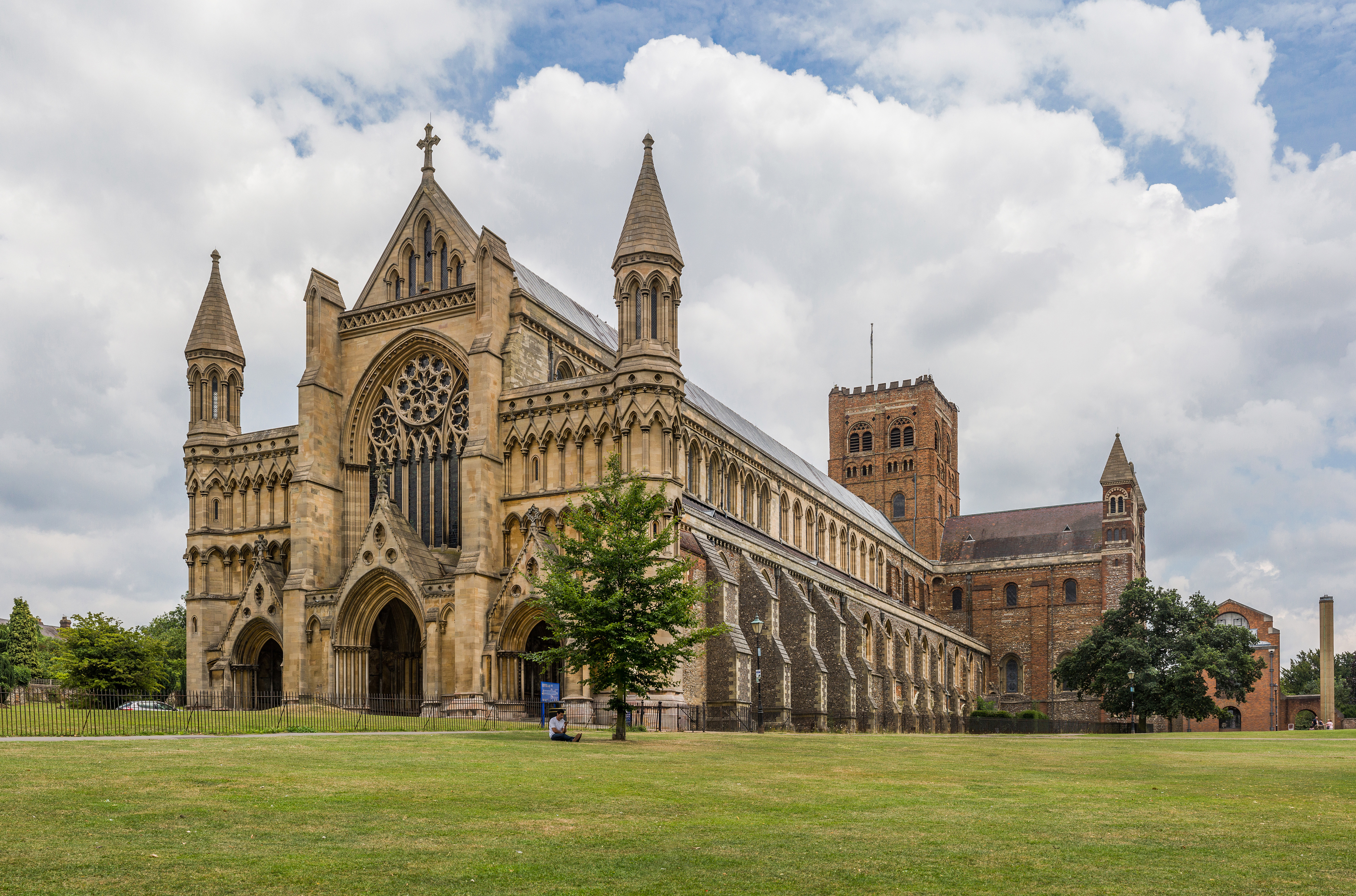
Västfasaden.
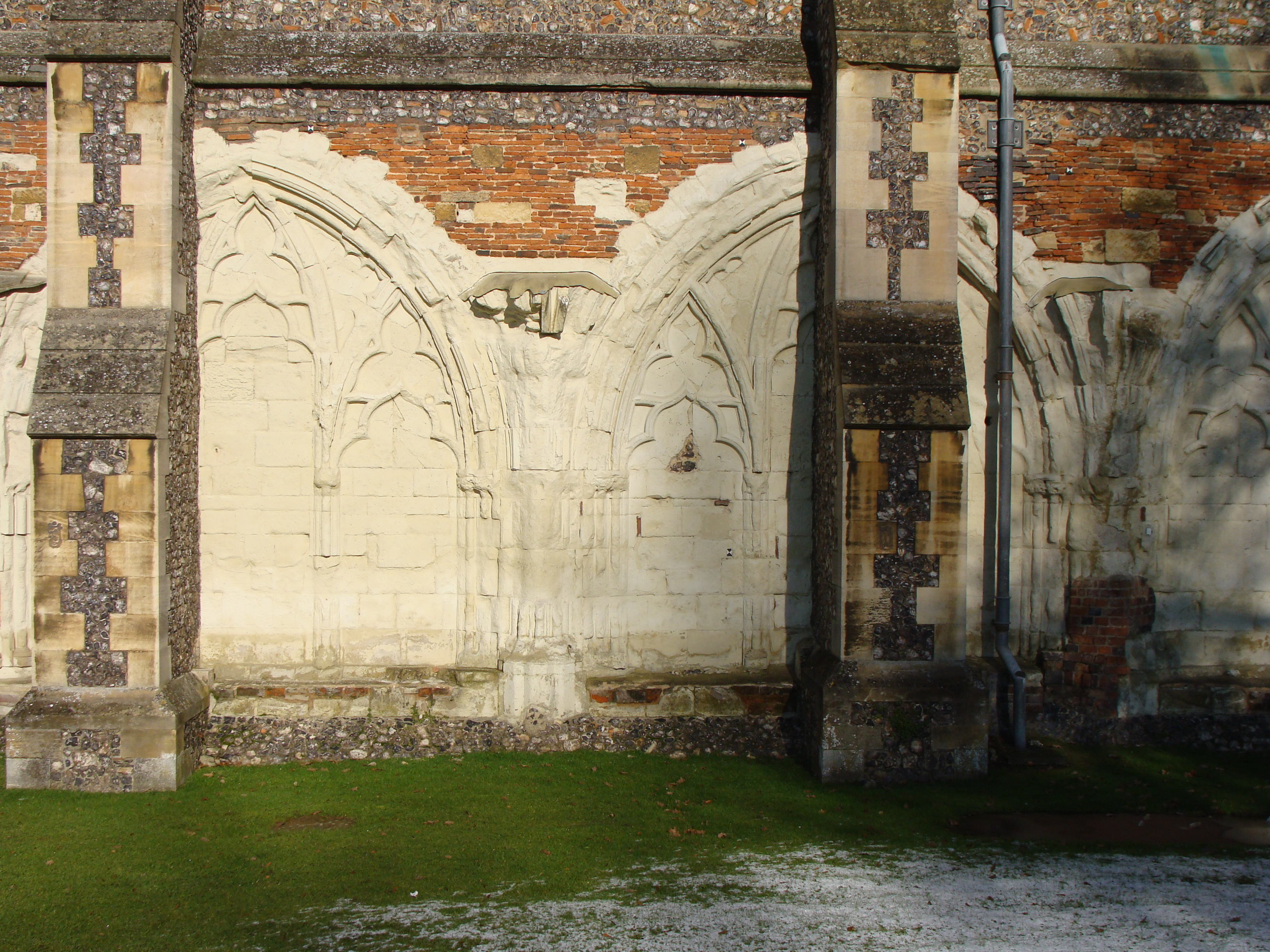
Spår efter det tidigare klostret.
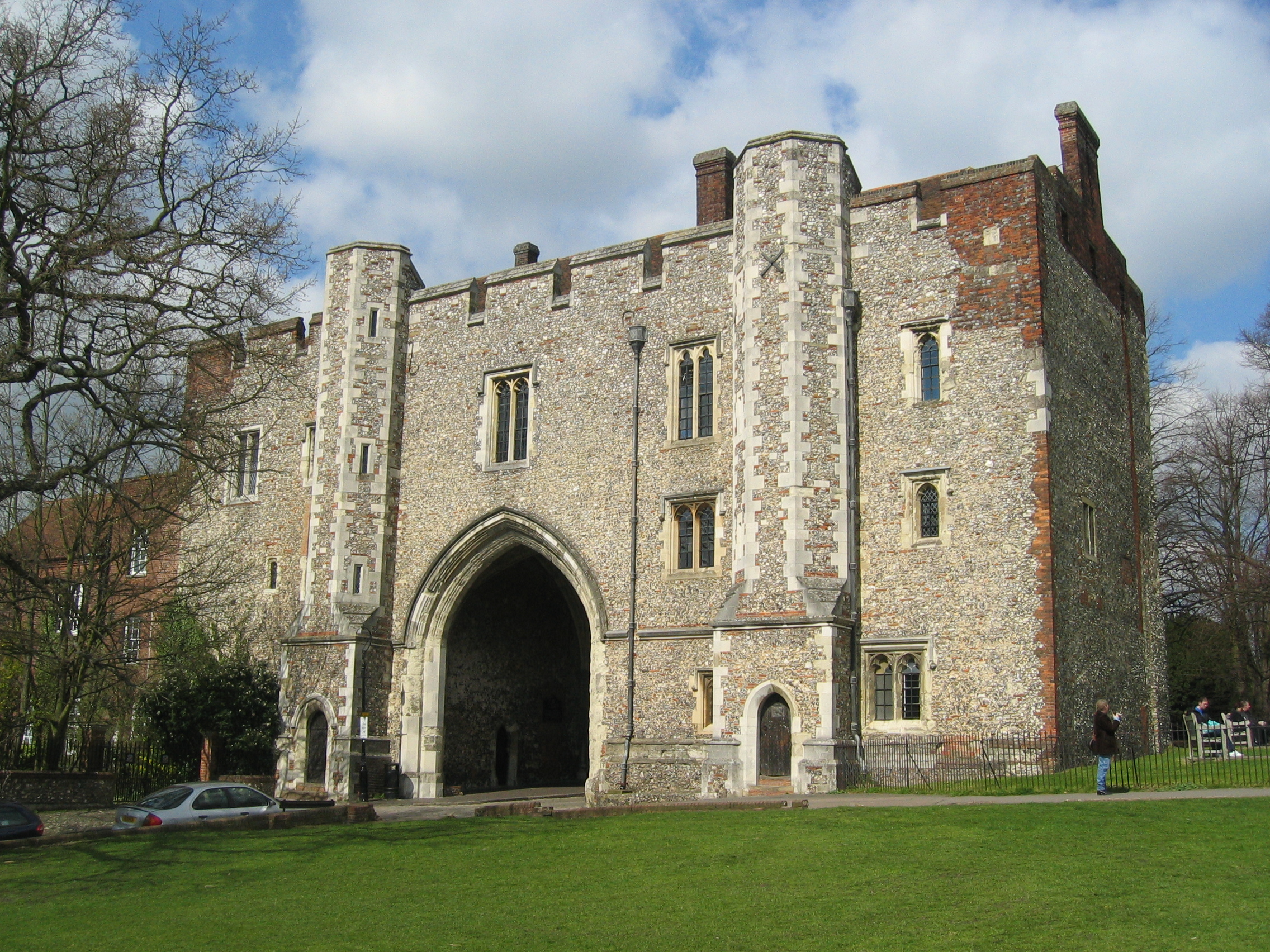
Portik från det tidigare klostret.
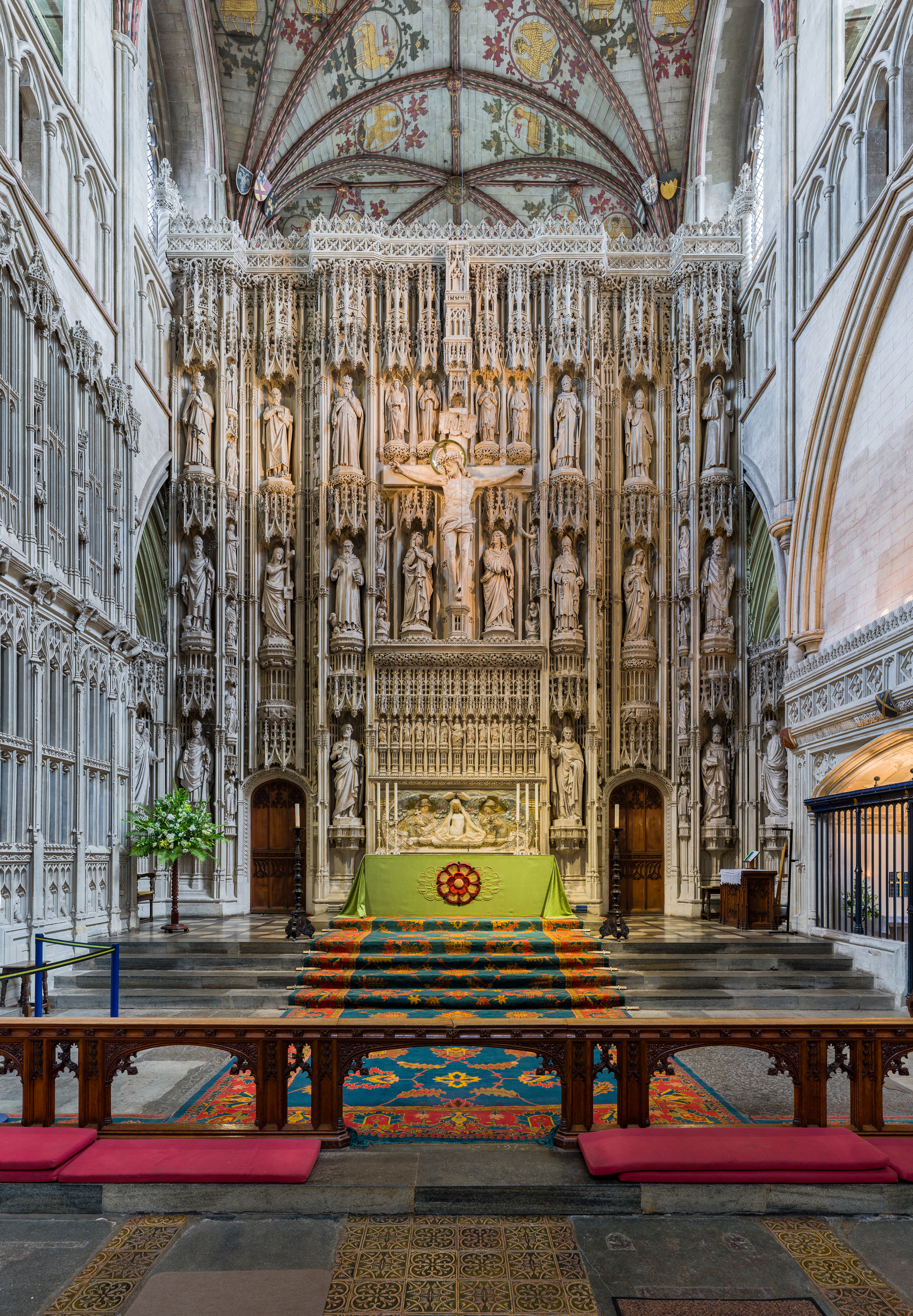
Wallingfords altartavla från 1400-talet.
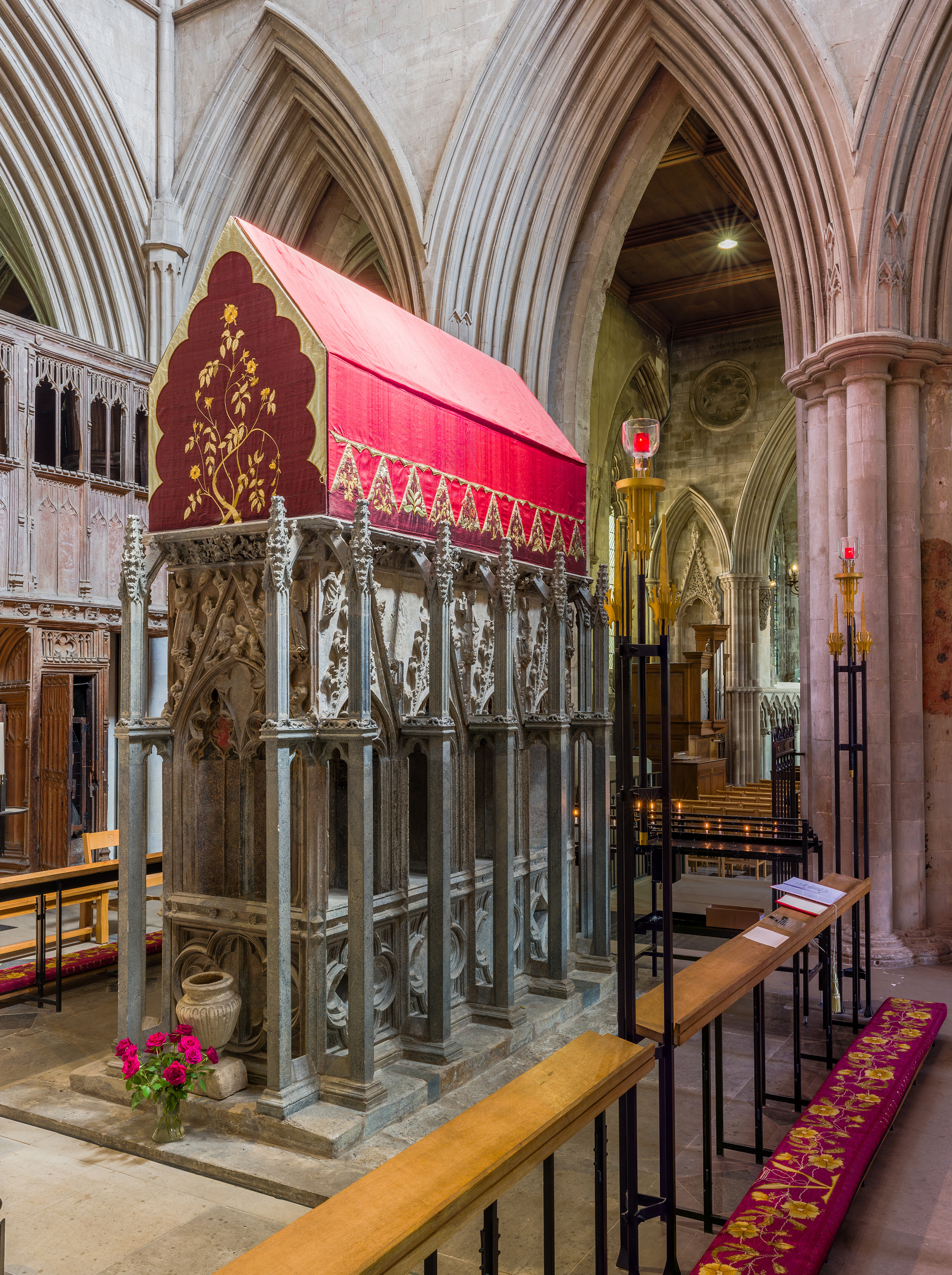
Dagens relikskrin för helige sankt Alban.
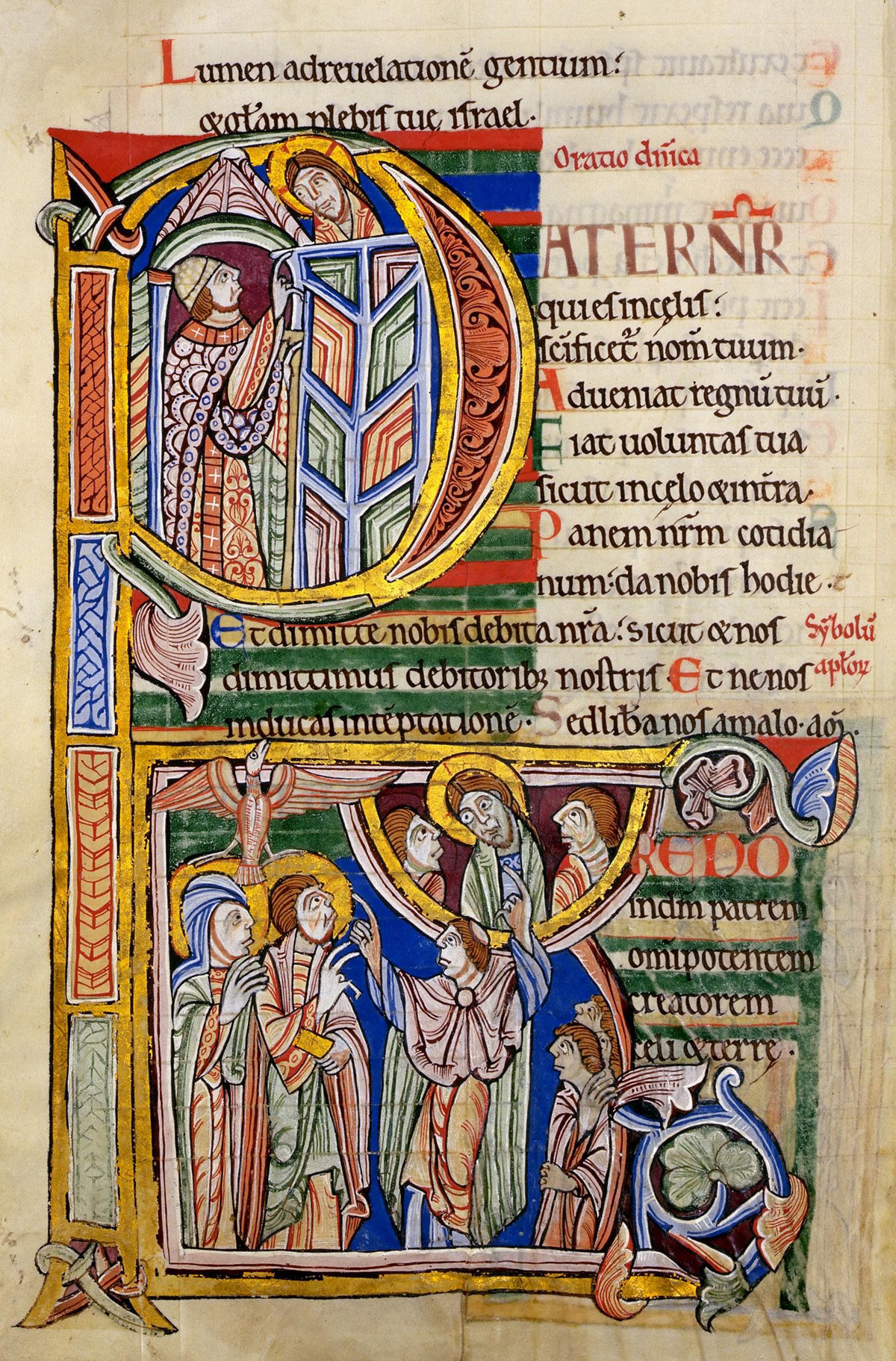
Pater Noster i Sankt Albanspsaltaren, med en rikt illustrerad initial.